# Elektrischer Sondermontagekran
Der elektrische Sondermontagekran oder auch Indoor-Kran genannte Kran ist eine Sonderform des Ladekrans. In der Regel handelt es sich dabei um einen Ladekran, der auf ein gesondertes Chassis montiert wird. Dabei wird sowohl das Chassis als auch der Kran elektrisch betrieben. Typische Einsatzgebiete solcher Krane sind die Indoor-Bereiche verschiedener Industrien, in denen Geräuscharmut, Emissionsfreiheit und Flexibilität in der Bewegung eine wichtige Rolle spielen. Grob lassen sich diese Krane in zwei Kategorien einteilen: 
- Bei der Mehrzahl der Krane wird der Ladekran auf ein elektrisch betriebenes Chassis gesetzt. Sie sind eigens für die Arbeit in Innenräumen und in engen Bereichen entwickelt worden. Sie verfügen über eine Sonderbereifung, um die manchmal sensiblen Werkshallenböden zu schonen.
- Gerade im Indoor-Bereich verschiedener Industrien, wie Flugzeug-, Lebensmittel- und Autoindustrie, werden aber Krane für Sondermontagen benötigt, die wesentlich stärkere Ansprüche an Größe und Wendigkeit erfüllen müssen. Bei diesen Kranen wird der Ladekran auf ein hochflexibles Chassis montiert.

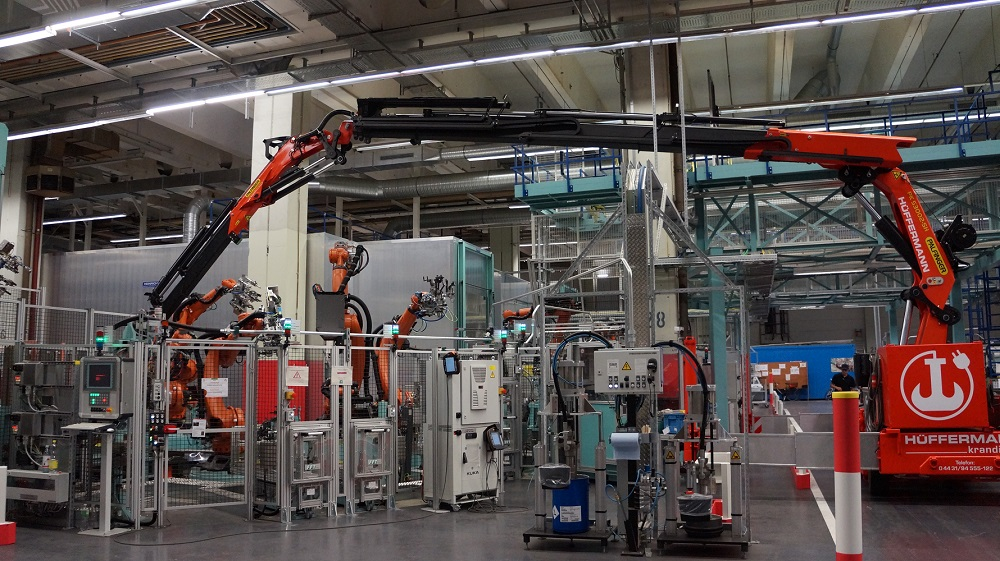
Roboterwechsel mittels elektrischem Sondermontagekran

Bei der zweiten Kategorie handelt es sich um Krane, die geräuscharm, emissionsfrei, ferngesteuert auf engstem Raum agieren können. Dadurch können sie an Arbeitsbereiche gelangen, die sonst nur durch aufwendige Demontagen zu erreichen sind. Ein typisches Beispiel dafür sind die Fertigungsstraßen der Automobilindustrie, in denen Roboter getauscht werden müssen. Damit stellen diese Krane eine kostengünstige Alternative zu Ausbauschienen beim Roboterwechselkonzept dar. Ausfallzeiten können dadurch minimiert werden. Verschiedene Verfahrmodi (z. B. diagonal, Drehung auf der Stelle, Allradlenkung) ermöglichen ein punktgenaues Rangieren und Bewegen.